# Stadio Cesare Giordano
Lo Stadio Cesare Giordano è un impianto sportivo di Gioia Tauro, che sorge al centro della città, nel Rione Stazione.
È stato la sede degli incontri casalinghi di calcio della Gioiese dal 1934 al 2003, ospitando negli anni quaranta e ottanta, le partite casalinghe di Serie C.

## Storia
L'impianto fu edificato nel 1918 nel rione Stazione, inizialmente con un terreno in terra battuta, una tribuna e una gradinata. Nel 1956, dopo la prematura scomparsa del calciatore Cesare Giordano, il campo fu intitolato in suo onore. La dedica avvenne informalmente, con la scritta "Cesare Giordano" dipinta sulle porte d'ingresso del campo. Solo successivamente, nel gennaio del 2022, si procedette all'ufficializzazione della denominazione. Lo stadio ha accolto gran parte degli incontri casalinghi della secolare storia della Gioiese, tra i quali molti campionati di Serie C. Con l'apertura dello Stadio Pasquale Stanganelli, situato ai margini della città, gli incontri casalinghi furono trasferiti presso il nuovo impianto (sebbene, negli anni, esso sia stato spesso inutilizzato a causa della manutenzione discontinua). Allo Stadio Cesare Giordano rimasero quindi riservati solo gli allenamenti della prima squadra.

## Intitolazione
Lo Stadio Comunale di Gioia Tauro venne intitolato a Cesare Giordano nel 1956, in memoria del giovane calciatore locale prematuramente scomparso il 5 maggio dello stesso anno. L'intitolazione avvenne inizialmente in maniera informale, con la scritta “Cesare Giordano” dipinta sulle porte d'ingresso dell’impianto. Solo in seguito, nel 2022, la denominazione venne ufficializzata dalle autorità comunali.

## Eventi

### Eventi sportivi
Nel corso della sua storia, lo Stadio Cesare Giordano ha ospitato per le trasferte squadre di rilievo dell'Italia meridionale, tra cui Messina, Crotone, Frosinone, Catania, Reggina e molte altre compagini che hanno gareggiato in Serie A.